# Nižynský rajón
Nižynský rajón (ukrajinsky Ніжинський район) je rajón v Černihivské oblasti na Ukrajině. Hlavním městem je Nižyn a rajón má přibližně 229 tisíc obyvatel.

## Města v rajónu
- Bachmač
- Baturyn
- Bobrovycja
- Borzna
- Nižyn
- Nosivka